# F-302 (スターゲイト)
F-302は、1997年から2007年にかけてアメリカで制作されたSFテレビドラマ（海外ドラマ）「スターゲイト SG-1」、「スターゲイト アトランティス」、「スターゲイト ユニバース」に登場するアメリカ合衆国空軍所属の宇宙戦闘機。

## 概要
対ゴアウルド・デスグライダーの複座型多目的機。シールドは装備していない。機動性能はデスグライダーに劣る。ベースとなったプロトタイプ機X-302は、デスグライダーに地球の操縦システムを組み込んだX-301を基に、地球の技術によって開発された。アトランティスでは対ダーツで活躍を見せている。
ロケットエンジンを搭載している為、単独での大気圏離脱が可能である。
X-302で搭載されていたハイパードライブエンジンはF-302では搭載されていない。

## 諸元
- 複座型 一人でも操縦や空中戦は可能

兵装
- AIM-120 中距離空対空ミサイルX4
- レールガン

エンジン
- ジェットエンジン×2
- エアロスパイクエンジン×2
- ロケットエンジン×1

## 配備先
- 地球：不明
- アルファ基地：3機
- ガンマ基地：3機
- プロメテウス：8機
- ダイダロス：16機
- オデッセイ：16機
- コロレフ：16機
- アポロ：16機

## 関連
- スターゲイト SG-1
- スターゲイト アトランティス
- プロメテウス
- ダイダロス